# Смерть и жизнь Джона Ф. Донована
«Смерть и жизнь Джона Ф. Донована» (англ. The Death and Life of John F. Donovan) — канадский фильм-драма режиссёра Ксавье Долана, его англоязычный дебют. Премьера картины состоялась 10 сентября 2018 года на международном кинофестивале в Торонто. В главных ролях снялись Кит Харингтон, Натали Портман, Джейкоб Трамбле, Белла Торн, Кэти Бэйтс, Сьюзан Сарандон и Тэнди Ньютон.

## Сюжет
В центре сюжета — американский актёр Джон Донован, звезда подросткового сериала, вынужденный ради карьеры скрывать свою гомосексуальность. Отдушиной для него становится переписка со своим поклонником, 11-летним мальчиком из Англии Рупертом Тёрнером. Вот только о переписке становится известно прессе, что спровоцировало бурную реакцию общественности и привело к непоправимым последствиям в жизни и карьере обоих.

## В ролях
- Кит Харингтон — Джон Ф. Донован
- Натали Портман — Сэм Тёрнер
- Джейкоб Тремблэ — юный Руперт Тёрнер
- Бен Шнетцер — Руперт Тёрнер
- Кэти Бэйтс — Барбара
- Сьюзан Сарандон — Грейс Донован
- Тэнди Ньютон — Одри Ньюхаус
- Эмили Хэмпшир — Эми Босворт
- Джаред Кисо — Джеймс Донован
- Крис Зилка — Уилл Джеффорд-младший
- Майкл Гэмбон — рассказчик
- Сара Гадон — Лиз Джонс
- Лени Паркер — Бонни
- Гийс Блом[англ.] — парень Руперта Тёрнера

## Производство
В декабре 2014 года было объявлено, что в фильме примут участие Кит Харингтон и Джессика Честейн. Харингтон исполнит главную роль, а Честейн сыграет журналистку. Чуть позднее в том же месяце стали известно, что к проекту присоединились Бейтс и Сарандон, чтобы сыграть менеджера Джона Донована и его мать, соответственно.
В ноябре 2015 года было анонсировано, что ведутся переговоры с Адель о камео в картине. В том же месяце к касту присоединились Майкл Гэмбон, Белла Торн, Крис Зилка, Эмили Хэмпшир и Джаред Кисо. В феврале 2016 года к актёрскому составу присоединились Натали Портман, Николас Холт и Тэнди Ньютон. В июле 2016 года было объявлено, что Бен Шнетцер сыграет в картине вместо Холта. В феврале 2017 года к актёрскому составу фильма присоединился Джейкоб Тремблэ, а в июне — Амара Каран.
Габриэль Яред сочинил музыку к фильму, которая была записана в июле 2017 года.

### Съёмки
Съемки фильма начались 9 июля 2016 года в Монреале, и первый блок съёмок был завершён 3 сентября. В феврале 2017 года производство в Монреале было возобновлено. Съёмки завершились весной 2017 года в Лондоне и Праге.

### Постпродакшн
В феврале 2018 года Долан констатировал в своём инстаграме, что в процессе постпродакшна из фильма была вырезана линия с Джессикой Честейн по соображениям тайминга, темпа картины. Позже стало известно, что линия Беллы Торн также вырезана из фильма.

## Релиз
Было предложено впервые показать «Смерть и жизнь Джона Ф. Донована» в рамках Каннского кинофестиваля 2018 года в мае, но (по словам директора фестиваля Тьерри Фремо) Долан всё ещё был недоволен получающимся фильмом. Он решил продолжить монтаж, запланировав премьеру картины на фестивале осенью.
1 августа 2018 года было анонсировано, что премьера фильма «Смерть и жизнь Джона Ф. Донована» состоится на Международном кинофестивале в Торонто. Таким образом премьера картины Долана прошла на этом фестивале.
Оригинальный трейлер фильма появился в сети 25 января 2019 года, его дублированная версия — 5 июля..